# ALFA
ALFA (Альфа) — з 1907 року італійський виробник автомобілів. Штаб-квартира розташована в місті Новара. Компанія займалася проектуванням автомобіля з паровим двигуном, який так і не вдалося запустити у виробництво, окрім одного дослідного екземпляра. У 1908 році компанія припинила свою діяльність.

## Заснування компанії
Компанія ALFA була заснована в місті Новара 1907 року і отримала назву за першими літерами свого повного найменування - Anonima Lombarda Fabbricazione Automobili, яке перекладається як "Акціонерне товариство Ломбардії з виробництва автомобілів". З компанією Alfa Romeo, створеною 1910 року, вона не має нічого спільного. 

## Проектування автомобіля. Закриття компанії
Була побудована єдина машина, яка так і залишилася прототипом. Це був автомобіль з рядною 4-циліндровою паровою машиною подвійної дії, яку закупили у міланської фірми Olivari e Duse. На ALFA передбачалося робити тільки шасі, але й до цього справа не дійшла.
У 1908 році компанія була закрита.

## Список автомобілів ALFA
- 1907 - ALFA Steamer